# Bahnstrecke Żnin–Szubin
| Streckennummer: | 392                  |                                                                          |                                                                          |
| Streckenlänge: | 18,8 km              |                                                                          |                                                                          |
| Spurweite: | 1435 mm (Normalspur) |                                                                          |                                                                          |
| |                      |                                                                          |                                                                          |
| \| \| \| von Inowrocław (Hohensalza) \| \| \| \| 0 \| Żnin (Znin/u. dt. Besatz. Dietfurt (Warthel)) \| Żnin (Znin/u. dt. Besatz. Dietfurt (Warthel)) \| \| \| \| nach Drawski Młyn (Dratzigmühle) \| \| \| \| 4,397 \| Jaroszewo (Jaroschewo/u. dt. Bes. Garau) \| Jaroszewo (Jaroschewo/u. dt. Bes. Garau) \| \| \| 12,734 \| Wąsosz Wielkopolski (Wonsosch/u. dt. Bes. Preußensee) \| Wąsosz Wielkopolski (Wonsosch/u. dt. Bes. Preußensee) \| \| \| 15,086 \| Kowalewo Wielkopolski (Grünhagen (Pos.)/u. dt. Bes. Grünhagen (Warthel)) \| Kowalewo Wielkopolski (Grünhagen (Pos.)/u. dt. Bes. Grünhagen (Warthel)) \| \| \| \| von Poznań (Posen) \| \| \| \| 18,802 \| Szubin (Schubin/u. dt. Bes. Altburgund) \| Szubin (Schubin/u. dt. Bes. Altburgund) \| \| \| \| nach Bydgoszcz (Bromberg) \| \| |                      |                                                                          |                                                                          |
| Strecke (außer Betrieb) |                      | von Inowrocław (Hohensalza)                                              | von Inowrocław (Hohensalza)                                              |
| Bahnhof (Strecke außer Betrieb) | 0                    | Żnin (Znin/u. dt. Besatz. Dietfurt (Warthel))                            | Żnin (Znin/u. dt. Besatz. Dietfurt (Warthel))                            |
| Abzweig geradeaus, nach links und von links (Strecke außer Betrieb) |                      | nach Drawski Młyn (Dratzigmühle)                                         | nach Drawski Młyn (Dratzigmühle)                                         |
| Bahnhof (Strecke außer Betrieb) | 4,397                | Jaroszewo (Jaroschewo/u. dt. Bes. Garau)                                 | Jaroszewo (Jaroschewo/u. dt. Bes. Garau)                                 |
| Bahnhof (Strecke außer Betrieb) | 12,734               | Wąsosz Wielkopolski (Wonsosch/u. dt. Bes. Preußensee)                    | Wąsosz Wielkopolski (Wonsosch/u. dt. Bes. Preußensee)                    |
| Bahnhof (Strecke außer Betrieb) | 15,086               | Kowalewo Wielkopolski (Grünhagen (Pos.)/u. dt. Bes. Grünhagen (Warthel)) | Kowalewo Wielkopolski (Grünhagen (Pos.)/u. dt. Bes. Grünhagen (Warthel)) |
| Abzweig geradeaus und von links (Strecke außer Betrieb) |                      | von Poznań (Posen)                                                       | von Poznań (Posen)                                                       |
| Betriebs-/Güterbahnhof Strecke bis hier außer Betrieb | 18,802               | Szubin (Schubin/u. dt. Bes. Altburgund)                                  | Szubin (Schubin/u. dt. Bes. Altburgund)                                  |
| Strecke |                      | nach Bydgoszcz (Bromberg)                                                | nach Bydgoszcz (Bromberg)                                                |

Die Bahnstrecke Żnin–Szubin (Znin–Schubin) war eine Eisenbahnstrecke in der polnischen Woiwodschaft Kujawien-Pommern.
Die Nebenbahn wurde im Oktober 1895 zusammen mit der Fortführung nach Bromberg von den Preußischen Staatseisenbahnen eröffnet. Der Sommerfahrplan 1914 sah vier Zugpaare vor.
Nach dem Ersten Weltkrieg kam die Strecke zu Polen. 1990 stellten die Polnischen Staatsbahnen den Verkehr ein. Die Strecke wurde abgebaut.